# Friedrich Hielscher

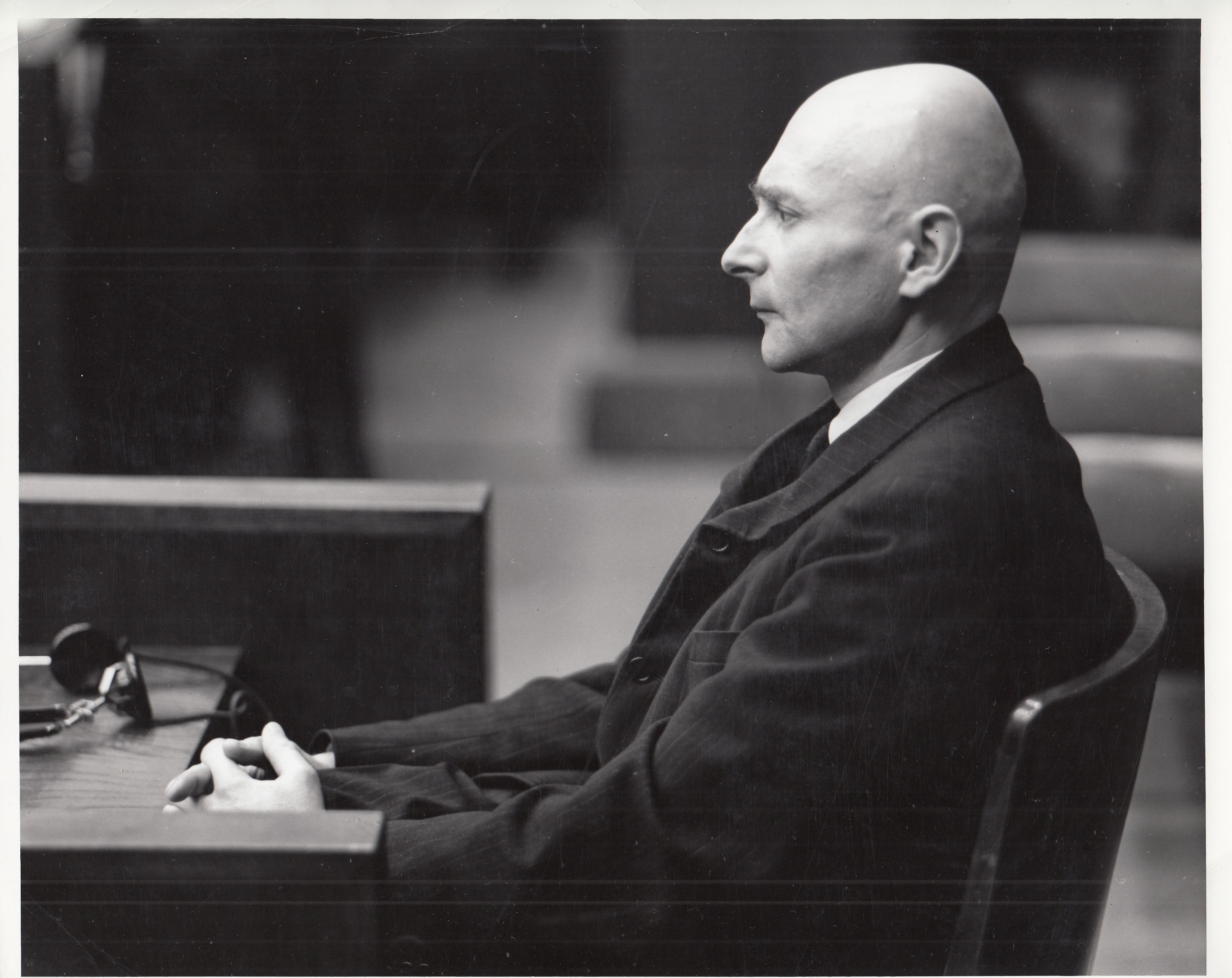
Friedrich Hielscher nel 1947 durante il processo ai dottori

Friedrich Hielscher (Plauen, 31 maggio 1902 – Furtwangen, 6 maggio 1990) è stato un esoterista tedesco.

## Biografia
Nazionalrivoluzionario molto popolare durante il periodo del nazismo, amico di Ernst Jünger, ma alla fine in contrasto politico con Hitler; sosteneva infatti il "sistema frazionato tribale" medievale, che si opponeva al "centralismo" hitleriano. Diresse la rivista Der Vormarsch e faceva parte della Deutsches Ahnenerbe – Studiengesellschaft für Geistesurgeschichte (Eredità tedesca degli antenati – Società di studi per la preistoria dello spirito)  che organizzò la spedizione SS in Tibet. Non subì nessuna condanna a Norimberga.